# Бринько Олександр Стефанович
Олександр Стефанович Бринько (нар. 13 травня 1989) — український футболіст, виступав на позиції нападника.

## Життєпис

### Ранні роки. Виступи на аматорському рівні
Вихованець херсонських клубів «Кристал» та «Освіта». Дорослу футбольну кар'єру розпочав 2008 року в херсонському «Кристалі», який виступав у чемпіонаті Херсонської області. Наступного року грав в обласному чемпіонаті за херсонську «Сігму». У 2010 році повернувся до «Кристалу», а наступного року дебютував на всеукраїнському рівні, зігравши 1 матч в аматорському чемпіонаті України. Також грав у чемпіонаті Херсонської області за ФК «Херсон».

### «Мир» (Горностаївка). Дебют у професіональному футболі
У 2011 році став гравцем «Миру», який виступав в аматорському чемпіонаті України. Напередодні старту сезону 2011/12 років горностаївський клуб заявився до Другої ліги чемпіонату України. Дебютував за «Мир» у професіональних змаганнях 23 липня 2011 року в переможному (1:0) домашньому поєдинку 1-го туру групи Б проти маріупольського «Іллічівця-2». Олександр вийшов на поле в стартовому складі та відіграв увесь матч. Дебютним голом у дорослому футболі відзначився 6 серпня 2011 року на 65-й хвилині переможного (2:1) домашнього поєдинку 3-го туру групи Б Другої ліги проти краматорського «Авангарду». Бринько вийшов на поле в стартовому складі та відіграв увесь матч. У першій частині сезону 2011/12 років зіграв 16 матчів та відзначився 3-ма голами в Другій лізі чемпіонату України.

### «Авангард» (Краматорськ) та «Миколаїв»
1 січня 2012 року підписав контракт з «Авангардом». Дебютував у футболці краматорського клубу 2 квітня 2012 року в програному (0:1) домашньому поєдинку 23-го туру групи Б Другої ліги проти донецького «Шахтаря-3». Олександр вийшов на поле на 57-й хвилині, замінивши Віталія Собка. Дебютним голом за «Авангард» відзначився 27 квітня 2012 року на 75-й хвилині програного (1:2) виїзного поєдинку 21-го туру групи Б Другої ліги проти «Полтави». Бринько вийшов на поле в стартовому складі та відіграв увесь матч. У команді провів півтора сезони, за цей час у чемпіонатах України зіграв 42 матчі (2 голи). Влітку 2013 року домовився про дострокове розірвання угоди й залишив розташування клубу.
Наприкінці червня 2013 року вирушив на тренувальний збір у Крим разом з «Миколаєвом», за результатами якого підписав контракт з клубом. Дебютував у футболці «корабелів» 14 липня 2013 року в програному (1:2) виїзному поєдинку 1-го туру Першої ліги України проти кіровоградської «Зірки». Олександр вийшов на поле в стартовому складі та відіграв увесь матч. Єдиним голом за миколаївський клуб відзначився 25 жовтня 2013 року на 3-й хвилині переможного (2:1) домашнього поєдинку 16-го туру Першої ліги проти кіровоградської «Зірки». Бринько вийшов на поле в стартовому складі та відіграв увесь матч. В літньо-осінній частині сезону 2013/14 років зіграв за «Миколаїв» у Першій лізі 18 матчів (1 гол), ще 3 поєдинки провів у кубку України.
На початку березня 2014 року в ЗМІ з'явилася інформація про можливе повернення Олександра Бринька в «Авангард», в же наприкінці вище вказаного місяця краматорський клуб офіційно оголосив про повернення футболіста. Дебютував за «Авангард» після свого повернення 29 березня 2014 року у виїзному нічийному (0:0) поєдинку 21-го туру Першої ліги проти охтирського «Нафтовик-Укрнафти». Олександр вийшов на поле на 90-й хвилині, замінивши Станіслава Печенкіна. Навесні 2014 року зіграв 6 матчів у Другій лізі за «корабелів».

### «Сталь» (Дніпродзержинськ), «Гірник» (Кривий Ріг) та «Мир» (Горностаївка)
На початку липня 2014 року відправився на перегляд до охтирського «Нафтовика-Укрнафти», але вже наприкінці липня того ж року опинився в «Сталі». Дебютував у футболці дніпродзержинського клубу 26 липня 2014 року в переможному (2:0) виїзному поєдинку 1-го туру Першої ліги України проти «Сум». Бринько вийшов на поле на 30-й хвилині, замінивши Олега Шутова. У першій половині сезону 2014/15 років зіграв 14 матчів у Першій лізі України та 3 поєдинки в національному кубку. Під час зимової паузи сезону 2014/15 залишив розташування «Сталі».
У лютому 2015 року відправився на перегляд у «Гірник», за результатами якого 9 березня того ж року підписав з клубом 1-річний контракт. Дебютував у футболці криворізького клубу 21 березня 2015 року в нічийному (0:0) виїзному поєдинку 18-го туру Першої ліги проти чернігівської «Десни». Олександр вийшов на поле в стартовому складі та відіграв увесь матч. Навесні 2015 року зіграв 5 матчів у Першій лізі за «Гірник». Після цього тривалий час залишався поза грою, відновлюючись від травми, після чого потрапив до завки лише на 2 матчі. На початку березня 2016 року, по завершенні угоди, залишив криворізький клуб вільним агентом.
Наприкінці березня 2016 року повернувся в «Мир». Дебютував за клуб з Горностаївки 26 березня 2016 року в програному (3:4) домашньому поєдинку 16-го туру Другої ліги проти кременчуцького «Кременя». Бринько вийшов на поле в стартовому складі та відіграв увесь матч. У весняно-літній частині сезону 2015/16 років зіграв 11 матчів.

### Повернення в «Авангард» та «Мир»
На початку липня 2016 року повернувся в «Авангард». Дебютував після повернення до Краматорська 24 липня 2016 року в нічийному (1:1) виїзному поєдинку 1-го туру Першої ліги проти охтирського «Нафтовика-Укрнафти». Олександр вийшов на поле в стартовому складі та відіграв увесь матч. Проте вже незабаром отримав важку травму, через яку пропустив більшу частину сезону 2016/17 років. Загалом же в складі краматорців зіграв 17 матчів у Першій лізі та 1 поєдинок у кубку України. У серпні 2017 року залишив розташування «Авангарду».
18 серпня 2017 року повернувся до «Миру». Дебютував за клуб з Горностаївки 20 серпня того ж року в нічийному (0:0) виїзному поєдинку 7-го туру групи Б Другої ліги проти «Миколаєва-2». Бринько вийшов на поле на 47-й хвилині, замінивши Олексія Красова, а на 54-й хвилині отримав жовту картку. Дебютним голом за «Мир» відзначився 6 жовтня 2018 року на 87-й хвилині нічийного (1:1) виїзного поєдинку проти одеського «Реал Фарма». Олександр вийшов на поле в стартвому складі та відіграв увесь матч. У команді відіграв півтора сезони, за цей час у Другій лізі зіграв 52 матчі (2 голи), ще 3 поєдинки провів у кубку України.

### «Полісся» (Житомир)
У липні 2019 року підписав контракт з «Поліссям». Дебютував у футболці житомирського клубу 27 липня 2019 року в переможному (1:0) домашньому поєдинку 1-го туру групи «А» Другої ліги проти вінницької «Ниви». Бринько вийшов на поле в стартовому складі та відіграв увесь матч. У сезоні 2019/20 років допоміг «Поліссю» фінішувати на 2-му місці в групі А Другої ліги та завоювати путівку до Першої ліги України.

## Досягнення
«Авангард» (Краматорськ)
- Друга ліга чемпіонату України
  -  Срібний призер (1): 2011/12 (група Б)

«Полісся» (Житомир)
- Друга ліга чемпіонату України
  -  Срібний призер (1): 2019/20 (група А)